# Damon Herriman
Damon Herriman (Adelaide, 1970. március 31.–) ausztrál színész, aki ausztrál és amerikai film- és televíziós munkáiról egyaránt ismert.
Egyik legismertebb szerepe Dewey Crowe A törvény embere televíziós sorozatból. Charles Mansont alakította a Netflix Mindhunter – Mit rejt a gyilkos agya című sorozatában és a Volt egyszer egy Hollywood című Tarantino-filmben.

## Fiatalkora
Herriman a Dél-Ausztráliai Adelaideban született. Nyolc éves korában kezdett el színészkedni televíziós reklámokban, de két évvel később a pályafutása akkor lendült be igazán, amikor elkezdett szerepelni a The Sullivans című szappanoperában, Frank Errol szerepében. Gyerekszínészként továbbra is folyamatosan dolgozott, egy évvel később pedig visszatért a The Sullivans sorozatba, valamint olyan ausztrál televíziós sorozatokban tünt fel, mint a The Patchwork Hero, a Sara Dane, a For the Term of His Natural Life és a Taurus Rising. Három Logie-díj jelölést kapott a The Sullivans-ben nyújtott teljesítményéért.

## Filmográfia

### Film
| Év   | Cím                         | Eredeti cím                   | Szerep               | Magyar hang        | Rendező                  |
| ---- | --------------------------- | ----------------------------- | -------------------- | ------------------ | ------------------------ |
| 1990 | Jaguár randevúra            | The Big Steal                 | Mark Jorgensen       |                    | Nadia Tass               |
| 1998 |                             | Praise                        | Skinhead             |                    | John Curran              |
| 2003 |                             | Ned                           | Steve Hart / küldönc |                    | Abe Forsythe (1.)        |
| 2005 | A Maszk 2. – A Maszk fia    | Son of the Mask               | alkalmazott          |                    | Lawrence Guterman        |
| 2005 | Viasztestek                 | House of Wax                  | Lester Sinclair      | Breyer Zoltán      | Jaume Collet-Serra       |
| 2006 | Candy                       | Candy                         | Roger Moylan         | Pálmai Szabolcs    | Neil Armfield            |
| 2008 | Piros öv                    | Redbelt                       | tiszt az arénában    | Haagen Imre        | David Mamet              |
| 2008 |                             | The Square                    | Eddie                |                    | Nash Edgerton            |
| 2008 | Szárnyas teremtmények       | Winged Creatures              | TV miniszter         |                    | Rowan Woods              |
| 2011 | J. Edgar – Az FBI embere    | J. Edgar                      | Bruno Hauptmann      | Zöld Csaba         | Clint Eastwood           |
| 2012 |                             | 100 Bloody Acres              | Reg Morgan           |                    | Cameron és Colin Cairnes |
| 2013 | A magányos lovas            | The Lone Ranger               | Ray                  | Kapácsy Miklós     | Gore Verbinski           |
| 2014 | Akihez beszél a föld        | The Water Diviner             | McIntyre atya        | Pusztaszeri Kornél | Russell Crowe            |
| 2014 | Fenegyerek                  | Son of a Gun                  | Wilson               | Stohl András       | Julius Avery             |
| 2014 | Szexterápia                 | The Little Death              | Dan                  | Zöld Csaba         | Josh Lawson              |
| 2016 | Ausztrália bandái           | Down Under                    | Jason                |                    | Abe Forsythe (2.)        |
| 2018 | Sebzett csalogány           | The Nightingale               | Ruse                 |                    | Jennifer Kent            |
| 2019 | Volt egyszer egy Hollywood  | Once Upon a Time in Hollywood | Charles Manson       | Mészáros Tamás     | Quentin Tarantino        |
| 2019 | Judy és Punch               | Judy & Punch                  | Punch                |                    | Mirrah Foulkes           |
| 2021 | Nyúl Péter 2. – Nyúlcipő    | Peter Rabbit 2: The Runaway   | Tomi cica (hangja)   | Mészáros Béla      | Will Gluck               |
| 2021 | Mortal Kombat               | Mortal Kombat                 | Kabal (hangja)       | Crespo Rodrigo     | Simon McQuoid            |
| 2022 |                             | Nude Tuesday                  | Bruno                |                    | Armağan Ballantyne       |
| 2022 |                             | Monolith                      | hang                 |                    | Matt Vesely              |
| 2023 | Fuss, nyuszi, fuss          | Run Rabbit Run                | Peter                | Molnár Levente     | Daina Reid               |
| 2023 | A mágikus ajtó              | The Portable Door             | Monty Smith-Gregg    | Berzsenyi Zoltán   | Jeffrey Walker           |
| 2023 | Motorosok                   | The Bikeriders                | Brucie               | Nagypál Gábor      | Jeff Nichols             |
| 2024 | Better Man: Robbie Williams | Better Man                    | Nigel                | Tóth Roland        | Michael Gracey           |
| 2025 |                             | Together                      | Jamie                |                    | Michael Shanks           |
| 2025 | Mortal Kombat II.           | Mortal Kombat II              | Quan Chi             |                    | Simon McQuoid (2)        |

Rövidfilmek
- Pesticides: Friend or Foe (1979) – előadó
- They (1998) – Ötös
- The Hitch (2002) – Stoppos
- Fuel (2003) – Gondnok
- Soar (2004) – Jack
- Chipman (2004) – Chipman
- Post (2004) – 1. tanácsadó
- Sold Out (2004) – szinkron / kommentár
- A Family Legacy (2005) – ausztrál kommentár
- Fainting Your Way to the Top (2006) – A házigazda
- Can I Call You (2006) – Julian
- Lens Love Story (2007) – Len
- Bella (2008)
- The News (2009) – Daniel
- Shock (2010) – rádiós bemondó
- Call Centre (2010) – Hugo
- Commercialisms (2011) – Igazgató
- Monkeys (2011) – csapos
- Pet (2011) – Daniel
- Rabbit (2012) – fogorvos
- Wishart (2013) – Andy Wishart
- Record (2013) – Jamie
- Smithston (2014) – Mr. Jones
- The Eleven O’Clock (2016) – Nathan Klein

### Televízió
| Év        | Magyar cím                            | Eredeti cím                                     | Szerep                       | Megjegyzés                                    |
| --------- | ------------------------------------- | ----------------------------------------------- | ---------------------------- | --------------------------------------------- |
| 1976      |                                       | The Sullivans                                   | Frank Errol                  |                                               |
| 1981      |                                       | The Patchwork Hero                              | Hardy Jamieson               | 6 epizód                                      |
| 1982      |                                       | Taurus Rising                                   | Phil Drysdale                |                                               |
| 1982      |                                       | Sara Dane                                       | David                        | minisorozat (3 epizód)                        |
| 1983      | Életfogytiglan                        | For the Term of His Natural Life                | Villogó                      | minisorozat (1 epizód)                        |
| 1984      |                                       | Carson's Law                                    | Jimmy                        | 2 epizód                                      |
| 1987      |                                       | Camera Script                                   | ismeretlen szerep            | 1 epizód                                      |
| 1988      |                                       | The Flying Doctors                              | Tod White                    | 2 epizód                                      |
| 1989      |                                       | E Street                                        | Dean ‘Dino’ Connors          | 2 epizód                                      |
| 1989      |                                       | Police State                                    | Parker fia                   | tévéfilm                                      |
| 1990      |                                       | Elly & Jools                                    | Liam O'Farrell               | minisorozat (12 epizód)                       |
| 1990      |                                       | Call Me Mr. Brown                               | Bowser fiú                   | tévéfilm                                      |
| 1991      |                                       | The Miraculous Mellops                          | Felix                        | 3 epizód                                      |
| 1991      |                                       | Brides of Christ                                | Grant                        | minisorozat (1 epizód)                        |
| 1998      | Vészhívás                             | Murder Call                                     | Lindsay Cramer               | 1 epizód (2. évad)                            |
| 1998      | Meteoritok                            | Meteorites!                                     | Nick                         | - tévéfilm - magyar hangja: - Fekete Zoltán   |
| 1998–1999 | Szentek kórháza                       | All Saints                                      | Danny Bucknell               | 2 epizód                                      |
| 2001      |                                       | Flat Chat                                       | ismeretlen szerep            | 1 epizód                                      |
| 2001      | Vízizsaruk                            | Water Rats                                      | Todd Grierson / Gerry Bourke | 4 epizód                                      |
| 2001      | Szerelem és háború                    | South Pacific                                   | professzor                   | tévéfilm                                      |
| 2004      |                                       | Stingers                                        | Dale Kemp                    | 1 epizód                                      |
| 2004      |                                       | The Cooks                                       | Nigel                        | 1 epizód                                      |
| 2006      |                                       | Love My Way                                     | George Wagstaffe             | 18 epizód                                     |
| 2006      | Az egység                             | The Unit                                        | Parker őrmester              | 1 epizód                                      |
| 2006      | Hülyeség nem akadály                  | Stupid, Stupid Man                              | Pippy                        | 1 epizód                                      |
| 2007      |                                       | The Loop                                        | Harald Juvlunktinston        | 1 epizód                                      |
| 2008      | Döglött akták                         | Cold Case                                       | John Smith                   | 1 epizód                                      |
| 2009      |                                       | Chandon Pictures                                | Scotty Cornish               | 1 epizód                                      |
| 2009      |                                       | Lost & Found                                    | Anthony Eckel                | tévéfilm                                      |
| 2010      | CSI: A helyszínelők                   | CSI: Crime Scene Investigation                  | Dwayne Simmons               | 1 epizód                                      |
| 2010      | Bordélyház                            | Satisfaction                                    | Dominic                      | 1 epizód                                      |
| 2010      | Szerelmes Nina                        | Offspring                                       | Boyd Carlisle                | 3 epizód                                      |
| 2010      | Veszett ügyek                         | Rake                                            | Maraco nyomozó               | 2 epizód                                      |
| 2010–2015 | A törvény embere                      | Justified                                       | Dewey Crowe                  | 22 epizód                                     |
| 2011      | Breaking Bad – Totál szívás           | Breaking Bad                                    | Scary Skell                  | 1 epizód                                      |
| 2011      |                                       | Wilfred                                         | Jesse                        | 1 epizód                                      |
| 2012      | Megfektetve                           | Laid                                            | Marcus Dwyer                 | 6 epizód                                      |
| 2012      |                                       | The Strange Calls                               | Adrian                       | minisorozat (1 epizód)                        |
| 2012–2013 | Vegas                                 | Vegas                                           | Mr. Jones                    | 4 epizód                                      |
| 2013      |                                       | The Elegant Gentleman's Guide to Knife Fighting | különböző karakterek         | minisorozat (6 epizód)                        |
| 2013      | Emberi tényező                        | Almost Human                                    | Lucas Vincent imitátor       | 1 epizód                                      |
| 2013      |                                       | The Broken Shore                                | Jamie Bourgoyne              | tévéfilm                                      |
| 2013      |                                       | The Outlaw Michael Howe                         | Michael Howe                 | tévéfilm                                      |
| 2014      |                                       | INXS: Never Tear Us Apart                       | Chris Murphy                 | 2 epizód                                      |
| 2015      | Battle Creek – Zsarupáros             | Battle Creek                                    | Niblet nyomozó               | 9 epizód                                      |
| 2015      | Kegyetlen tánc                        | Flesh and Bone                                  | Romeo                        | minisorozat (8 epizód)                        |
| 2015      |                                       | Scorpion                                        | Gleason                      | 1 epizód                                      |
| 2016      |                                       | No Activity                                     | Bernie                       | 5 epizód                                      |
| 2016      | Préda                                 | Quarry                                          | Buddy                        | 8 epizód                                      |
| 2016      | Titkok a város mögött                 | Secret City                                     | Kim Gordon                   | 6 epizód                                      |
| 2016–2017 |                                       | Incorporated                                    | Jonathan Hendrick            | 9 epizód                                      |
| 2017      | A tó tükre                            | Top of the Lake: China Girl                     | Toni Bolloti                 | 1 epizód                                      |
| 2018      |                                       | Squinters                                       | Miles                        | 4 epizód                                      |
| 2018      | Lázadás                               | Riot                                            | Lance Gowland                | - tévéfilm - magyar hangja: - Viczián Ottó    |
| 2018–2021 |                                       | Mr Inbetween                                    | Freddy                       | főszereplő                                    |
| 2019      |                                       | Perpetual Grace, LTD                            | Paul Allen Brown             | főszereplő                                    |
| 2019      | Isten bárányai                        | Lambs of God                                    | Bob atya                     | minisorozat (2 epizód)                        |
| 2019      | Mindhunter – Mit rejt a gyilkos agya  | Mindhunter                                      | Charles Manson               | 1 epizód                                      |
| 2019      |                                       | The Commons                                     | Ben Childers                 | 3 epizód                                      |
| 2021      | A kígyó                               | The Serpent                                     | Laver                        | minisorozat (3 epizód)                        |
| 2021      | A föld alatti vasút                   | The Underground Railroad                        | Martin                       | minisorozat (2 epizód)                        |
| 2021      |                                       | Ultra City Smiths                               | különböző karakterek         | 6 epizód                                      |
| 2022      | Átutazó                               | The Tourist                                     | Lachlan Rogers felügyelő     | minisorozat (5 epizód)                        |
| 2022      | A thaiföldi barlangi mentés története | Thai Cave Rescue                                | Dr. Craig Challen            | Netflixes sorozat                             |
| 2023      | Az agyafúrt vagány                    | The Artful Dodger                               | Gaines százados              | 8 epizód                                      |
| 2025      | Az óvadékügynök                       | The Bondsman                                    | Lucky Callahan               | - főszereplő - magyar hangja: - Király Adrián |

## Fordítás
- Ez a szócikk részben vagy egészben  a   Damon Herriman című angol Wikipédia-szócikk fordításán alapul.  Az eredeti cikk szerkesztőit annak laptörténete sorolja fel. Ez a jelzés csupán a megfogalmazás eredetét és a szerzői jogokat jelzi, nem szolgál a cikkben szereplő információk forrásmegjelöléseként.